# Jennifer Botterill
Jennifer Botterill (Ottawa, 1º maggio 1979) è un'ex hockeista su ghiaccio canadese.
Ha vinto quattro medaglie olimpiche nell'hockey su ghiaccio con la nazionale femminile canadese. In particolare ha vinto la medaglia d'oro alle Olimpiadi invernali 2002 di Salt Lake City, la medaglia d'oro a Torino 2006, la medaglia d'oro anche a Vancouver 2010 e precedentemente la medaglia d'argento alle Olimpiadi invernali di Nagano 1998.
Ha conquistato inoltre cinque medaglie d'oro (1999, 2000, 2001, 2004 e 2007) e tre medaglie d'argento (2005, 2008 e 2009) nelle sue partecipazioni al campionato mondiale di hockey su ghiaccio femminile.